# Лазар Минтов
Лазар Тодоров Минтов е български политик от БКП.

## Биография
Роден е на 18 септември 1934 г. в Своге. През 1960 г. става член на БКП. Завършва минен техникум в Перник. Започва работа в Оловно-цинковия завод в Курило, а след това и в Държавния металургичен завод „Ленин“. В последното предприятие е последователно валцьор, майстор и старши металург. През 1960 г. завършва Висшия химико-технологически институт в София. През 1963 г. започва работа в Кремиковци като началник на „Стан 1700“. Впоследствие е главен прокатчик и главен инженер в завода. През 1976 г. е назначен за главен директор на Кремиковци. От 4 април 1981 до 4 април 1986 г. е кандидат-член на ЦК на БКП. Носител е на орден „Георги Димитров“ и Димитровска награда.